# Cesare Bianchini
Cesare Bianchini (Venezia, 27 luglio 1930) è un ex calciatore italiano, di ruolo difensore.

## Carriera
Ha giocato in Serie A per una stagione con Venezia e in Serie B per cinque campionati sempre con la squadra veneta. Debuttò in Serie A l'6 novembre 1949 in Venezia-Bari (2-1).